# Границка къща
Границката къща (кула) е жилищна отбранителна кула в чифлика на Атанас Границки в село Граница, община Кюстендил. Изградена е през 1856 г. от майстор Миленко от село Блатешница, Радомирско.
Високото каменно приземие с размери 11 х 11 метра с дървена порта, украсена с подвижна хоризонтална греда и бойници, било предназначено за кръгова отбрана. Стръмна дървена стълба водела към представителен еркерно издаден жилищен етаж с кръстовиден план с полукръгъл отворен кьошк от север и санитарен възел от юг. Таванът на кьошка е полукупол с дървена розета. Представителната северна фасада е симетрична, подчертана от сложните планови очертанияя на кобилната крива на кьошка с дървената аркада и широките холкели, с пластичното решение на камините и мазаните комини. Преустроена е през 1876 г. от майстор Димитър според надписа от рисувания медальон на фронтона.
Къщата е паметник на културата. Реставрирана е през 1979 г., като е уредена музейна сбирка. Понастоящем е ограбена и се нуждае от спешни възстановителни работи. Половината от дворното място е реституирано.
Общинската администрация е изоставила напълно имота и има реална опасност от пълно унищожаване на къщата.